# غورجوف ويلكوبولسكي
غورجوف ويلكوبولسكي (بالإنجليزية: Gorzów Wielkopolski)‏ هي مدينة مع صلاحيات بووتيس ‏ تقع في بولندا في محافظة لوبوسكي.[بحاجة لمصدر] يقدر عدد سكانها بـ 124,470 نسمة ومساحتها 85.72 كم2 وترتفع عن سطح البحر 19 متر.

## المدن التوأمة
مدن فرانكفورت (أودر)، جدة، سارانسك، هرفورد، ابرس والده، كافا دي تيريني، يونشوبينغ، تيرامو وشارلوتنبورج فيلمسدورف (مقاطعة) هي مدن توأمة لـغورجوف ويلكوبولسكي.

## أعلام
- ريزارد تشيرنسكي
- هرمان ده
- روجر جي. نيوتن
- كريستا فولف
- فكتور كليمبرر